# الكسندر أديسون
الكسندر أديسون (بالإنجليزية: Alexander Addison)‏ (29 سبتمبر 1877 بأديلايد في أستراليا - 12 أكتوبر 1935 في أستراليا) هو لاعب كريكت أسترالي. لعب مع فريق تسمانيا للكريكت.

## وصلات خارجية
- الكسندر أديسون على موقع إي آس بي آن كريك إنفو (الإنجليزية)